# Vetenskapsåret 1879

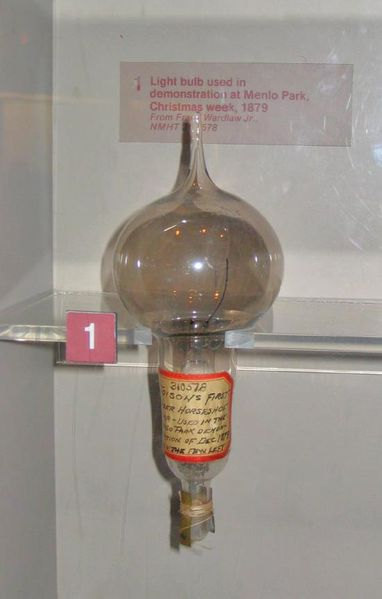
En av Edisons första glödlampor.

## Händelser
- 2 januari - Journal of the American Chemical Society börjar utges.
- Thomas Alva Edison visar upp sin första fungerande glödlampa.
- Lester Allan Pelton uppfinner peltonturbinen.
- Per Teodor Cleve upptäcker grundämnena holmium och tulium.
- Edwin Hall upptäcker Halleffekten.
- Wilhelm Wundt grundar ett laboratorium för experimentell psykologi vid universitet i Leipzig.
- I Berlin grundas Technische Hochschule Charlottenburg, dagens Technische Universität Berlin, genom att Gewerbeakademie slås ihop med Bauakademie.

## Pristagare
- Bigsbymedaljen: Edward Drinker Cope, amerikansk paleontolog. [1]
- Clarkemedaljen: George Bentham, brittisk botaniker.
- Copleymedaljen: Rudolf Clausius, tysk fysiker och matematiker.
- Davymedaljen: Paul Émile Lecoq de Boisbaudran, fransk kemist.
- Lyellmedaljen: Edmond Hébert, fransk geolog.
- Polhemspriset: Otto Fahnehjelm, svensk ingenjör och uppfinnare.
- Wollastonmedaljen: Bernhard Studer, schweizisk geolog. [2]

## Födda
- 22 februari - Johannes Brønsted (död 1947), dansk fysikalisk kemist.
- 8 mars - Otto Hahn (död 1968), tysk fysiker, Nobelpristagare.
- 14 mars - Albert Einstein (död 1955), tysk-amerikansk fysiker.
- 28 maj - Milutin Milankovic (död 1958), serbisk geofysiker.

## Avlidna
- 16 april - Peter Kozler (född 1824), slovensk geograf, kartograf och jurist.
- 5 november - James Clerk Maxwell (född 1831), brittisk matematiker och fysiker.

### Fotnoter
1. ↑  ”Geological Society”. Arkiverad från originalet den 21 april 2009. https://web.archive.org/web/20090421141428/http://www.geolsoc.org.uk/gsl/info/collections/archives/page753.html. Läst 13 april 2011.
2. ↑  ”Geological Society”. Arkiverad från originalet den 5 juni 2011. https://web.archive.org/web/20110605102217/http://www.geolsoc.org.uk/gsl/society/history/page750.html. Läst 13 april 2011.